# Colome (Dakota Południowa)
Colome – miasto w Stanach Zjednoczonych, w stanie Dakota Południowa, w hrabstwie Tripp.